# Ubuntu Live USB creator
Ubuntu Live USB creator (usb-creator) är programvara som låter en användare skapa ett bootbart USB-minne med Ubuntu.